# Fabián Bustos
Fabián Daniel „Toro” Bustos Barbero (ur. 28 marca 1969 w Córdobie) – argentyński piłkarz występujący na pozycji napastnika, trener piłkarski.
Jego brat Carlos Bustos również był piłkarzem.